# Rafał Buszek
Rafał Buszek (Dębica, 28 aprile 1987) è un pallavolista polacco, schiacciatore dello Stal Nysa.

## Carriera

### Club
La carriera di Rafał Buszek inizia nelle giovanili del Błękitni Ropczyce, mentre le prime esperienze nella pallavolo professionistica avvengono nella stagione 2007-08 con la maglia dell'AZS Politecnica Varsavia, dove rimane per un triennio; nell'annata 2010-11 passa all'Asseco Resovia, mentre in quella seguente è in prestito all'Fart Kielce, rientrando quindi al club di Rzeszów per il campionato 2012-13, chiuso con la vittoria del campionato.
Nell'annata 2013-14 gioca, ancora in prestito, nell'AZS Olsztyn, facendo quindi ritorno per la terza volta all'Asseco Resovia nella stagione successiva, conclusa nuovamente con la conquista del titolo nazionale; nel campionato 2015-16 si accasa allo ZAKSA di Kędzierzyn-Koźle, dove rimane per tre annate aggiudicandosi due scudetti e la Coppa di Polonia 2016-17, prima di tornare per la quarta volta all'Asseco Resovia nella stagione 2018-19.
Dopo un quadriennio in biancorosso, per il campionato 2022-23 passa allo Stal Nysa, sempre in Polska Liga Siatkówki.

### Nazionale
Nel 2014 ottiene le prime convocazioni nella nazionale polacca, facendo parte della squadra che conquista il campionato mondiale 2014; l'anno seguente vince la medaglia di bronzo alla Coppa del Mondo.

## Palmarès

### Club
- Campionato polacco: 4

2012-13, 2014-15, 2015-16, 2016-17
- Coppa di Polonia: 1

2016-17

### Nazionale (competizioni minori)
- Memorial Hubert Wagner 2015
- Memorial Hubert Wagner 2016
- Memorial Hubert Wagner 2017